# إريك برنارد
إريك برنارد (بالفرنسية: Éric Bernard)‏ مواليد 24 أغسطس 1964 في فرنسا، هو سائق فورملا 1 فرنسي سابق بدأ مسيرته الاحترافية سنة 1989. كان أول سباق له هو جائزة فرنسا الكبرى 1989. خاض خلال مسيرته 47 سباقاً.

## سباقات شارك فيها
- لو مان 24 ساعة